# Expedition Autarktis
Expedition Autarktis ist das sechste Studioalbum der deutschen Pagan-Metal-Band Bergthron. Es wurde am 9. November 2010 im Selbstverlag veröffentlicht.

## Hintergrund
Nach dem akustisch geprägten Vorgängeralbum Leben und Lebenswille kehrt Bergthron mit Expedition Autarktis zu einem härteren und experimentelleren Sound zurück. Das Album wurde in einer Metallbox mit einem 20-seitigen Booklet veröffentlicht. Eine limitierte Edition von 100 Exemplaren enthielt zusätzlich ein T-Shirt.

## Stil und Texte
Das Album ist deutlich härter und weniger atmosphärisch als die Vorgängeralben. Es enthält einigen Kritikern zufolge Elemente aus Death Metal und Neuer deutscher Härte.
Zu den Inhalten der Texte äußerte sich die Band in einem Interview:

“Nordic mythology has been with us from the beginning. We tried to transform into the modern age with ‘Expedition Autarktis’ by mixing aspects of mythology with new ideas. For example, we used aerial photographs of the Arctic regions to form reality and fiction into a new type of Nordic mythology. The end of the world Ragnarøk, for example, became ‘Experiment Apocalypse’ in this concept in order to establish a connection to current research at Cern. At that time, the idea still prevailed that the production of antimatter there would lead to the destruction of the world, i.e. Ragnarøk. In addition, psychological and religious aspects were also used to establish a new perspective.”

## Titelliste
1. Asymmetrisch (Ginnungagap) – 2:29
2. 84°03'N 174°51'W (Asgard) – 4:50
3. Eisbrecher (Baldur) – 4:14
4. Harpune 2010 (Loki) – 3:48
5. Weiße Bestie (Thökk) – 4:03
6. Nordpolar° (Jormungand) – 3:10
7. Seepest (Naglfar) – 5:13
8. Experiment Apokalypse (Ragnarök) – 4:20
9. Autarktis (Bergthron) – 3:00

## Produktion
Das Album wurde in Eigenregie aufgenommen und von Sven Leonhardt produziert. Das Mastering übernahm Tue Madsen im Antfarm Studio in Aarhus, Dänemark.

## Rezeption
Das Album wurde sehr gemischt aufgenommen, da es einen starken Stilbruch zu den vorher melodischeren und atmosphärischeren Alben darstellte.

“This is how Pagan Metal in 2010 sounds according to BERGTHRON: RAMMSTEIN meets THE VISION BLEAK meets older ENSLAVED, or something like that, combined with BERGTHRON’s own unique melodies and trademarks. … Most important, BERGTHRON manage to paint a picture of those harsh, demanding expeditions into the Antarctic. You can imagine those pioneers on their Icebreaker ships, hear the huskies bark and feel the cold gales cutting into your face.”